# Maximum transmission unit
Maximum transmission unit (MTU, maximální přenosová jednotka) je v informatice označení pro maximální velikosti IP datagramu, který je možné vyslat daným síťovým rozhraním. Obvyklá hodnota MTU je 1500 bajtů, což je standardní MTU pro široce rozšířený Ethernet. Mezi některými místy počítačové sítě může být MTU nastaveno na nižší hodnotu (například spojených vytáčeným připojením, tunelem, VPN) nebo naopak vyšší hodnotu (tzv. jumbo frame). Různé síťové protokoly mají požadavky na minimální velikost datagramu, kterou musí být síťové rozhraní schopno doručit. V případě IPv4 je to 68 bajtů, v případě IPv6 pak 1280 bajtů.
MTU by nemělo být zaměňováno s minimální velikostí datagramu, kterou mají být síťová zařízení schopna zpracovat. V případě IPv4 je to 576 bajtů, v případě IPv6 pak 1500 bajtů.

## Fragmentace paketů
U přenosového protokolu IPv4 může být při směrování paketu do přenosového kanálu s nižším MTU než je délka paketu, provedena fragmentace paketu. V hlavičce všech fragmentů kromě posledního je nastaven příznak More fragments, identifikátor je zachován a příslušným způsobem je nastavena položka Fragment offset. Opravena je položka Total Length.
Fragmenty sestavuje zásadně až příjemce, protože každý fragment může využít v síti jinou cestu. Již fragmentované pakety lze dále fragmentovat. Fragmentace působí potíže zejména u vyšších protokolů, kdy je kvůli ztrátě jednoho fragmentu nutné přenášet celý chybějící celek. Nehodí se zejména pro transportní protokol TCP, jehož segmenty je možné nadimenzovat na MTU linky tak, aby fragmentace nebyla potřebná. K tomu slouží objevování MTU cesty. V takovém případě jsou IP datagramy vysílány s příznakem Do not fragment (nefragmentovat) a pokud některý router potřebuje provést fragmentaci (která je zakázána), je pomocí protokolu ICMP oznámena odesílateli chyba, takže může svoje MTU opravit. Stejně se chová i protokol IPv6, u kterého routerům není povoleno fragmentovat datagramy (fragmentaci však nadále může provádět odesílatel).
Proces objevování MTU cesty v některých případech selhává, zejména z důvodu blokování potřebných ICMP zpráv. V takovém případě je možné, aby bylo MTU pro TCP spojení nastaveno u odesílatele na menší hodnotu pomocí manipulace s položkami MSS (Maximum Segment Size) na routerech.